# Хуанпу
Хуанпу́ (кит.: 黄浦江; дослівно «річка з жовтими берегами») — річка у Китаї, протікає через Шанхай. Довжина річки 97 км, пересічна ширина Хуанпу — 400 м, глибина — 9 м.
Річка відіграє важливу роль для міста, правлячи для мешканців Шанхаю основним джерелом питної води. Крім того, Хуанпу поділяє місто на дві великі частини: історичний район Пусі (на заході) та сучасний район новобудов Пудун (на сході).
Вздовж Хуанпу розташована міська набережна Вайтань.